# Aulacophora palliata
Aulacophora palliata  (лат.) — вид жуков-листоедов рода Aulacophora из подсемейства козявок (Galerucinae).

## Распространение
Бирма, Вьетнам, Индия, Индонезия, Китай, Малайзия, Тайвань. Один из 10 видов рода, обнаруженных на Тайване.

## Описание
Мелкие ярко-окрашенные жуки, жёлто-коричневые с чёрными ометинами (надкрылья чёрные, блестящие). Самцы: длина 6,0-6,6 мм, ширина 3,1-3,5 мм. Самки: длина 6,8-7,7 мм, ширина 3,2-4,4 мм). Усики 11-члениковые. Тело овально-вытянутое, места прикрепления усиков разделены, пронотум с поперечным вдавлением (бороздкой), эпиплеврон элитр усечён (резко суживается к вершине) за средней линией надкрылий, передние тазиковые впадины сзади открытые, абдоминальный 5-й вентрит трёхлопастный, голени вооружены апикальными шпорами, коготки лапок раздвоенные.
Питаются двудольными растениями: Cucurbitaceae.
Вид был впервые описан в 1783 году, а его валидность была подтверждена в ходе ревизии рода тайваньским энтомологом Хи-Фенг Ли (Chi-Feng Lee; Taiwan Applied Zoology Division, Taiwan Agricultural Research Institute, Taichung, Тайвань) и голландским колеоптерологом Роном Биненом (Ron Beenen; Martinus Nijhoffhove, Nieuwegein, Нидерланды).